# Mammern
Mammern är en ort och kommun i distriktet Frauenfeld i kantonen Thurgau, Schweiz. Kommunen har 692 invånare (2023).